# Glenea camelina
Glenea camelina là một loài bọ cánh cứng trong họ Cerambycidae.